# Ya Know?
...ya know? je druhé a dosud poslední sólové studiové album Joeye Ramonea. Album vyšlo posmrtně 22. května 2012 pod značkou BMG Rights Management.

## Seznam skladeb
Všechny skladby napsal Joey Ramone v letech 1977–2000.
| Pořadí | Název                                           | Délka |
| ------ | ----------------------------------------------- | ----- |
| 1.     | Rock 'n Roll Is the Answer                      | 4:39  |
| 2.     | Going Nowhere Fast                              | 4:27  |
| 3.     | New York City                                   | 3:31  |
| 4.     | Waiting for that Railroad                       | 4:45  |
| 5.     | I Couldn't Sleep                                | 2:35  |
| 6.     | What Did I Do to Deserve You?                   | 2:53  |
| 7.     | Seven Days of Gloom                             | 3:57  |
| 8.     | Eyes of Green                                   | 2:26  |
| 9.     | Party Line                                      | 3:04  |
| 10.    | Merry Christmas (I Don't Want to Fight Tonight) | 4:20  |
| 11.    | 21st Century Girl                               | 3:17  |
| 12.    | There's Got to Be More to Life                  | 3:11  |
| 13.    | Make Me Tremble                                 | 3:16  |
| 14.    | Cabin Fever                                     | 3:40  |
| 15.    | Life's a Gas                                    | 2:02  |